# مگنتوپلاسمونیک
مگنتوپلاسمونیک علم استفاده از اثرات پلاسمونیکی جهت بهبود خواص مگنتواپتیکی مواد دارای خاصیت مغناطیسی نظیر کبالت، نیکل، آهن و ... است.